# William Walker (ciclista)
William Walker (Subiaco, 31 ottobre 1985) è un dirigente sportivo ed ex ciclista su strada australiano.

## Palmarès

### Strada
- 2003 (Juniores, tre vittorie)

1ª tappa Giro di Basilicata
Classifica generale Giro di Basilicata
4ª tappa Bay Cycling Classic
- 2004 (Juniores, sette vittorie)

1ª tappa - parte a Tour of the Southern Grampians (Coleraine)
2ª tappa Tour of the Southern Grampians (Coleraine)
Classifica generale Tour of the Southern Grampians
3ª tappa Tour of Sunraysia
Classifica generale Tour of Sunraysia
Melbourne to Warrnambool Classic
13ª tappa Herald Sun Tour (Traralgon, cronometro)
- 2005 (Rabobank Continental, una vittoria)

3ª tappa Circuito Montañés (Renedo de Piélagos > Laredo)
- 2006 (Rabobank, una vittoria)

Campionati australiani, Prova in linea Under-23
- 2009 (Fuji-Servetto, una vittoria)

3ª tappa Bay Cycling Classic (Geelong)
- 2012 (Drapac Cycling, tre vittorie)

8ª tappa Tour of Gippsland (Lakes Entrance > Metung)
Classifica generale Tour of Gippsland
6ª tappa Tour of Tasmania (Ulverstone > Penguin)
- 2013 (Drapac Cycling, una vittoria)

1ª tappa Tour of Toowoomba (Oakey > Highfields)

#### Altri successi
- 2004 (Juniores)

Prologo Canberra Tour
- 2006 (Rabobank)

Classifica giovani Tour Down Under
- 2012 (Drapac Cycling)

Greater Dandenong Criterium

## Piazzamenti

### Grandi Giri
- Giro d'Italia

2007: 57º
- Vuelta a España

2006: 112º

### Competizioni mondiali
- Campionati del mondo

Hamilton 2003 - Cronometro Junior: 5º
Hamilton 2003 - In linea Junior: 25º
Madrid 2005 - In linea Under-23: 2º
Stoccarda 2007 - In linea Elite: ritirato
Varese 2008 - In linea Elite: ritirato